# Chrom-Dravit
Das Mineral Chrom-Dravit ist ein sehr seltenes Ringsilikat aus der Turmalingruppe mit der idealisierten chemischen Zusammensetzung NaMg3Cr3+6(Si6O18)(BO3)3(OH)3OH.
Anhand äußerer Kennzeichen ist Chrom-Dravit nicht von anderen chrom- oder vanadium-haltigen Turmalinen zu unterscheiden. Er kristallisiert mit trigonaler Symmetrie und bildet dunkelgrüne, pyramidale Kristalle von unter einem Millimeter Größe. Im Dünnschliff erscheinen sie dunkelgrün bis gelbgrün. Wie alle Minerale der Turmalingruppe ist Chrom-Dravit pyroelektrisch und piezoelektrisch.
Die Typlokalität sind glimmerführende, metasomatisch überprägte Ton-Karbonatgesteine aus der Velikaya Guba Uranlagerstätte. Sie liegt auf der Halbinsel Saoneschje im Rajon Medweschjegorsk der Republik Karelien in Russland.

## Etymologie und Geschichte
Den ersten Chromturmalin beschrieben Alfonso Cossa und Andreas Arzruni bereits 1883. Die Proben aus dem Ural wurden 1977 erneut untersucht, wobei die hohen Chromgehalte nicht bestätigt werden konnten und der Turmalin als chromhaltiger Dravit charakterisiert wurde.
Karelien ist ebenfalls bekannt für chromreiche Minerale, die dort zusammen mit metasomatisch veränderten Ultrabasiten vorkommen. In der Region Outokumpu im finnischen Teil Kareliens wurde 1968 chromreicher Dravit beschrieben. Das Chrom-Äquivalent von Dravit entdeckte Ye. V. Rumyantseva 1983 in Karbonatgesteinen der Velikaya Guba Uranlagerstätte auf der Halbinsel Saoneschje in der russischen Republik Karelien. Sie nannten den neuen Turmalin nach seiner Zusammensetzung Chromdravit.

## Klassifikation
In der strukturellen Klassifikation der International Mineralogical Association (IMA) gehört Chrom-Dravit zusammen mit Dravit, Fluor-Dravit, Schörl, Fluor-Schörl, Tsilaisit und Fluor-Tsilaisit zur Alkali-Untergruppe 1 der Alkali-Gruppe in der Turmalinobergruppe.
Da Chrom-Dravit erst 1983 beschrieben worden ist, ist er in der veralteten 8. Auflage der Mineralsystematik nach Strunz nicht verzeichnet. Nur das Lapis-Mineralienverzeichnis nach Stefan Weiß, das sich aus Rücksicht auf private Sammler und institutionelle Sammlungen noch nach dieser alten Form der Systematik von Karl Hugo Strunz richtet, führt das Mineral als Chromdrait unter der System- und Mineral-Nr. VIII/E.19-30. In der „Lapis-Systematik“ entspricht dies der Abteilung „Ringsilikate“, wo der Chromdravit zusammen mit Adachiit, Bosiit, Chromo-Alumino-Povondrait, Darrellhenryit, Dravit, Elbait, Feruvit, Fluor-Buergerit, Fluor-Dravit, Fluor-Elbait, Fluor-Liddicoatit (ehemals Liddicoatit), Fluor-Schörl, Fluor-Tsilaisit, Fluor-Uvit, Foitit, Lucchesiit, Luinait-(OH) (heute diskreditiert), Magnesio-Foitit, Maruyamait, Olenit, Oxy-Chromdravit (heute Oxy-Chrom-Dravit), Oxy-Dravit, Oxy-Foitit, Oxy-Schörl, Oxy-Vanadiumdravit (heute Oxy-Vanadium-Dravit), Povondrait, Rossmanit, Schörl, Tsilaisit, Uvit, Vanadio-Oxy-Chrom-Dravit und Vanadio-Oxy-Dravit die „Turmalin-Gruppe“ bildet (Stand 2018).
Die von der IMA zuletzt 2009 aktualisierte 9. Auflage der Strunz’schen Mineralsystematik führt den Chrom-Dravit mit der alten Schreibweise Chromdravit in der Klasse 9 der „Silikate und Germanate“ und dort in die Abteilung C der „Ringsilikate“ auf. Diese Abteilung ist weiter unterteilt nach der Größe, Verknüpfung und Verzweigung der Silikatringe, so dass das Mineral entsprechend seines Aufbaus in der Unterabteilung „K. [Si6O18]12−-Sechser-Einfachringe mit inselartigen, komplexen Anionen“ zu finden ist. Hier gehört es zusammen mit Buergerit, Dravit, Elbait, Feruvit, Foitit, Liddicoatit (heute Fluor-Liddicoatit), Magnesiofoitit, Olenit, Povondrait (Rn), Rossmanit, Schörl, Uvit, Vanadium-Dravit zur „Turmalingruppe“ mit der System-Nr. 9.CK.05.
Die vorwiegend im englischen Sprachraum gebräuchliche Systematik der Minerale nach Dana ordnet den Chrom-Dravit in die Klasse der „Silikate und Germanate“ und dort in die Abteilung der „Ringsilikate: Sechserringe“ ein. Hier ist er zusammen mit Dravit, Fluor-Schörl, Schörl und Vanadium-Dravit in der „Schörl-Untergruppe“ mit der System-Nr. 61.03e.01 innerhalb der Unterabteilung „Systematik der Minerale nach Dana/Silikate#61.03e Ringsilikate: Sechserringe mit Boratgruppen (Natriumhaltige Turmalin-Untergruppe)“ zu finden.

## Chemismus
Chrom-Dravit ist das Chrom-Analog von Dravit und hat die idealisierte Zusammensetzung [X]Na[Y]Mg3[Z](Cr3+6)([T]Si6O18)(BO3)3[V](OH)3[W]OH, wobei [X], [Y], [Z], [T], [V] und [W] die Positionen in der Turmalinstruktur sind.
Für den Chrom-Dravit aus der Typlokalität wurde folgende Zusammensetzung bestimmt:
- [X](Na0,97Ca0,03)[Y](Mg1,57Mn0,03V3+0,22Al0,16Ti0,02)[Z](Cr3+4,71Fe3+1,08Al0,21)[[T](Si5,81Al0,19)O18]((B0,97Al0,03)O3)3[V](OH)3[W][(OH)0,77O0,23][3]

Zwischen den Vanadium-, Chrom-, Aluminium-Turmalinen besteht vollkommene Mischbarkeit entsprechend der Austauschreaktionen:
- [Z]Cr3+ = [Z]Al3+ (Dravit)[11]
- [Z]Cr3+ = [Z]V3+ (Vanadium-Dravit)
- [Y]Mg2+ + [W](OH)− = [Y]Cr3+ + [W]O2− (Oxy-Chrom-Dravit)

## Kristallstruktur
Chrom-Dravit kristallisiert mit trigonaler Symmetrie in der Raumgruppe R3m (Raumgruppen-Nr. 160) mit 3 Formeleinheiten pro Elementarzelle. Die Gitterparameter des natürlichen Mischkristalls aus der Typlokalität sind: a = 16,11 Å, c = 7,27 Å.
Die Kristallstruktur ist die von Turmalin. Natrium (Na+) besetzt die von 9 Sauerstoffen umgebene X-Position, die oktaedrisch koordinierte [Y]-Position ist überwiegend mit Magnesium (Mg2+) besetzt und die ebenfalls oktaedrisch koordinierte [Z]-Position vorwiegend mit Chrom (Cr3+). Die tetraedrisch koordinierte [T]-Position enthält Silizium (Si4+). Die beiden Anionenposition [V] und [W] enthalten vorwiegend (OH)−.

## Bildung und Fundorte
Chromreiche Turmaline bilden sich bei der Metasomatose ultrabasischer Gesteine oder in deren Umgebung auftretender Sedimente.
Die Typlokalität sind glimmerführende, metasomatisch überprägte Ton-Karbonatgesteine aus der Velikaya Guba Uranlagerstätte auf der Halbinsel Saoneschje im Rajon Medweschjegorsk der Republik Karelien in Russland. Chrom-Dravit tritt hier zusammen mit den Glimmern Tainiolith und Roscoelith sowie den weiteren Mineralen Quarz und Dolomit auf.
Neben der Typlokalität werden Chrom-Dravitfunde noch von einigen anderen Fundorten berichtet, bei denen es sich aber oft um Oxy-Turmaline handelt. So erwies sich z. B. der „Chrom-Dravit“ aus der American #1 Talk-Miene bei Balmat (New York) im St. Lawrence County, New York als Chromo-Alumino-Povondrait.
In der Matoush Uranlagerstätte im südwestlichen Teil des Otish-Beckens in Québec, Kanada, wurden Dravit-Chrom-Dravit-Mischkristalle mit Dravit-reichen Kern und Chrom-reichen Rand beschrieben. Sie treten zusammen mit Chromphyllit, Eskolait, hydratisierten Eskolait, Quarz und Uraninit auf. Auch hier wurden die OH-Gehalte der Turmaline nicht gemessen, so dass es sich hier ebenfalls um Oxy-Turmaline handeln könnte.